# Campeonato Mundial de Patinaje Artístico sobre Hielo de 2026
El CXVI Campeonato Mundial de Patinaje Artístico se celebrará en Praga (República Checa) entre el 23 y el 29 de marzo de 2026 bajo la organización de la Unión Internacional de Patinaje sobre Hielo (ISU) y la Federación Checa de Patinaje sobre Hielo.